# دبلیو تری سکولز
دبلیوتری اسکولز (به انگلیسی: W3Schools)، یک تارنمای اطلاعاتی دربارهٔ گسترش وب، با آموزش‌ها و مراجع مربوط به گسترش وب همانند پی‌اچ‌پی، مای‌اس‌کیوال، اچ‌تی‌ام‌ال، سی‌اس‌اس، جاوااسکریپت، پایتون، اکس ام ال و جی کوئری است. این سایت مرجعی که جنبه‌های برنامه‌نویسی را پوشش می‌دهد به وجود آورده‌است.
این سایت نامش را از کوتاه شده وب جهانگستر مشتق کرده‌است. W3 عنوان عددی WWW است. دبلیو تری سکولز به کنسرسیوم وب جهان‌شمول وابستگی ندارد.
این تارنما توسط Refsnes Data ساخته و مدیریت می‌شود.
دبلیو تری سکولز هزاران مثال به صورت کد را ارائه می‌دهد. با استفاده از ویرایشگر آنلاین تهیه شده، خوانندگان می‌توانند مثال‌ها را به صورت عملی ویرایش و اجرا کنند.
دبلیو تری سکولز  را می‌توان معروف‌ترین وبسایت آموزش برنامه‌نویسی برای برنامه‌نویسان و علاقمندان به برنامه‌نویسی نامید.